# Real Stadium Club Ovetense
El Real Stadium Club Ovetense fou un antic club de futbol asturià de la ciutat d'Oviedo.
Va ser fundat l'any 1914. La temporada 1924-25 es proclamà campió d'Astúries. El 1926 es fusionà amb el Real Club Deportivo Oviedo per formar el Reial Oviedo. Jugava a l'estadi Vetusta.